# بيتر ريتشارد كيلين
بيتر ريتشارد كيلين (بالإنجليزية: Peter Richard Killeen)‏ هو عالم نفس أمريكي، ولد في 1942.